# Крубін (Леґьоновський повіт)
Крубін (пол. Krubin) — село в Польщі, у гміні Велішев Леґьоновського повіту Мазовецького воєводства.
Населення — 435 осіб (2011).
У 1975-1998 роках село належало до Варшавського воєводства.

## Демографія
Демографічна структура станом на 31 березня 2011 року:
|          | Загалом | Допрацездатний вік | Працездатний вік | Постпрацездатний вік |
| -------- | ------- | ------------------ | ---------------- | -------------------- |
| Чоловіки | 231     | 47                 | 159              | 25                   |
| Жінки    | 204     | 36                 | 124              | 44                   |
| Разом    | 435     | 83                 | 283              | 69                   |